# 빅토어 바이스코프
빅토어 프레데리크 바이스코프(독일어: Victor Frederick Weisskopf, 1908–2002)는 오스트리아 태생 이론물리학자이다. 미국으로 이민하였으며, 맨해튼 계획에 참가하였다. 전후 핵확산 반대 운동에 공헌하였다.